# Cephenemyia auribarbis
Cephenemyia auribarbis är en tvåvingeart som först beskrevs av Johann Wilhelm Meigen 1824.  Cephenemyia auribarbis ingår i släktet Cephenemyia och familjen styngflugor. Inga underarter finns listade i Catalogue of Life.